# Sikhisme au Mexique
 (juillet 2025).
Les sikhs du Mexique constituent une minorité religieuse. On estime qu'ils ne sont pas plus de 1 000 à vivre au Mexique, la plupart résidant à Mexico et dans la région de Naucalpan.

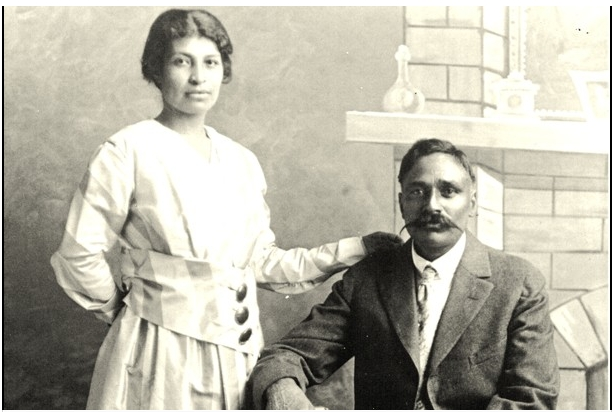
Un couple américain d'origine pendjabi-mexicaine, Valentina Alvarez et Rullia Singh, posant pour leur photo de mariage en 1917.

## Histoire

### Années 1900–1950
La migration sikh vers le Mexique a débuté au début des années 1900 en provenance de la province du Pendjab (Inde britannique). Les sikhs migraient en grand nombre à la recherche d'opportunités économiques aux États-Unis et au Canada. Cependant, en raison de la loi américaine sur l'immigration de 1917, certains sikhs ont fini par rester au Mexique.
Comme de nombreux Sikhs ont eu des difficultés à entrer aux États-Unis au cours des décennies suivantes, certains agriculteurs sikhs se sont installés au Mexique et ont épousé des femmes mexicaines.

### 1950–2000
Dans les années 1980, Yogi Bhajan a visité Mexico et a présenté le Kundalinî yoga, ce qui a conduit un grand nombre de ses étudiants à se convertir du catholicisme au sikhisme.

### Années 2000 à aujourd'hui
En 2016, l'acteur sikh-américain Waris Ahluwalia s'est vu initialement interdire l'accès à son vol Aeroméxico reliant Mexico à New York en raison de son turban.

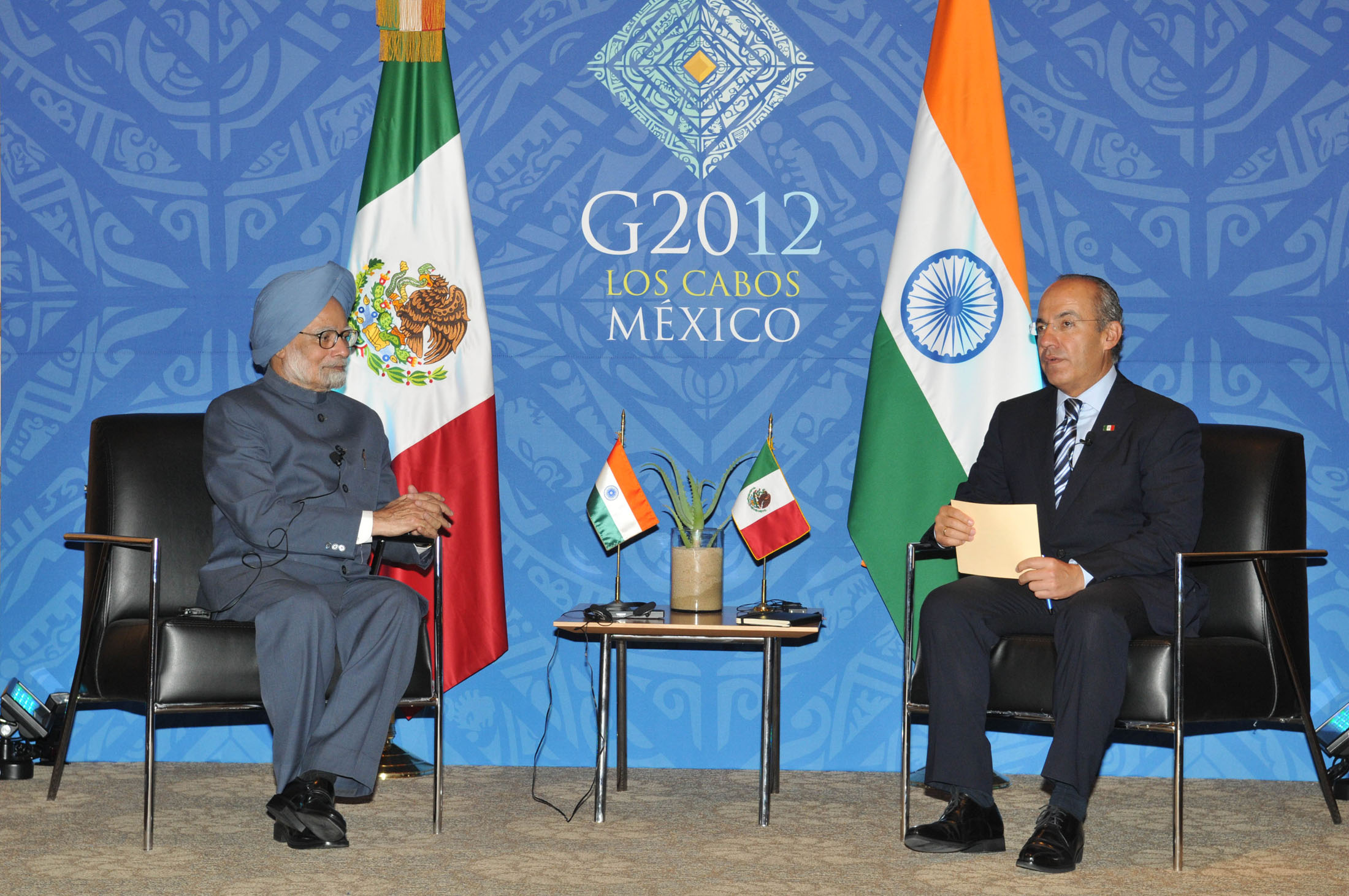
Le premier Premier ministre sikh de l'Inde, Manmohan Singh, rencontre le président Felipe Calderón du Mexique à Los Cabos, en Basse-Californie du Sud (18 juin 2012).

En 2022, le gouvernement fédéral du Mexique a accepté d'offrir l'asile à 141 réfugiés sikhs afghans pour des raisons humanitaires.

## Gurdwara
Il existe actuellement un Gurdwara pleinement fonctionnel, situé à Tecamachalco, dans l'État de Mexico, près de la frontière avec la ville de Mexico.